# Cantón de Blâmont
El cantón de Blâmont era una división administrativa francesa, que estaba situada en el departamento de Meurthe y Mosela y la región de Lorena.

## Composición
El cantón estaba formado por treinta y tres comunas:
- Amenoncourt
- Ancerviller
- Autrepierre
- Avricourt
- Barbas
- Blâmont
- Blèmerey
- Buriville
- Chazelles-sur-Albe
- Domèvre-sur-Vezouze
- Domjevin
- Emberménil
- Fréménil
- Frémonville
- Gogney
- Gondrexon
- Halloville
- Harbouey
- Herbéviller
- Igney
- Leintrey
- Montreux
- Nonhigny
- Ogéviller
- Réclonville
- Reillon
- Remoncourt
- Repaix
- Saint-Martin
- Vaucourt
- Vého
- Verdenal
- Xousse

## Supresión del cantón de Blâmont
En aplicación del Decreto nº 2014-261 de 26 de febrero de 2014, el cantón de Blâmont fue suprimido el 22 de marzo de 2015 y sus 33 comunas pasaron a formar parte del nuevo cantón de Baccarat.